# 杰弗里·約翰
傑弗里·約翰（法語：Jeffrey John，1992年6月6日—）是一名法國田徑運動員。他参加了于北京举办的2015年世界田径锦标赛200米，在預賽第4組居第5名。
2017年8月夏季世界大學生運動會田徑200米決賽，他以20.93秒（W：-3.8）摘下金牌。賽後，他將自己的號碼布取下，面對轉播鏡頭，舉起自己事先在背面寫好的「I love TAIPEI」的號碼布，此舉感動不少臺灣觀眾及網友，並獲得廣大的鼓勵與支持。

## 外部連結
- 杰弗里·約翰在的頁面